# C/2020 F3 (NEOWISE)
C/2020 F3 (NEOWISE), o Cometa NEOWISE, és un cometa de llarg període amb una òrbita quasi parabòlica descobert el 27 de març de 2020 per astrònoms durant la missió NEOWISE del telescopi espacial Wide-field Infrared Survey Explorer (WISE). Al moment de la descoberta, era un objecte de magnitud +18, situat a 2 ua (300 milions de quilòmetres) del Sol i a 1,7 ua (250 milions de km) de la Terra.
NEOWISE és conegut per ser el cometa més brillant a l'hemisferi nord des del cometa Hale-Bopp el 1997. Va ser àmpliament fotografiat per observadors professionals i aficionats i fins i tot va ser vist per persones que des de zones properes a ciutats i zones amb contaminació lumínica. Tot i que immediatament despprés de superar el periheli encara no era observable, va sortir d'aquest amb una magnitud de 0,5 - 1, cosa que el va fer prou brillant com per ser visible a ull nu, i va romandre visible durant gran part del juliol del 2020. El 30 de juliol, el cometa tenia una magnitud aparent (aproximadament de 5), motiu pel qual es necessitava binoculars o telescopi per a localitzar el cometa.

## Observacions
El 10 de juny de 2020 tenia una magnitud aparent (m) de +7, motiu pel qual es va predir que si sobrevivia al periheli de 0.29 ua (43 milions de quilòmetres) del Sol, seria visible a ull nu al juliol. El 22 de juny de 2020, el cometa va entrar al camp de visió del LASCO del satèl·lit SOHO amb una magnitud aparent de +3.
El dia 1 de juliol, el cometa NEOWISE ja tenia una brillantor de +1, amb observacions que suggereixen que podria assolir una brillantor de magnitud aparent 0 al periheli, superant de lluny la brillantor assolida pel cometa C/2020 F8 (SWAN). Els informes també indicaren que el cometa havia desenvolupat una segona cua. La composició d'una cua és pols i la de l'altra és gas.
El cometa va ser a menys de 20 graus del Sol des de l'11 de juny de 2020, fins al 9 de juliol de 2020. L'aproximació més propera a la Terra fou el 23 de juliol de 2020, a una distància de 0,69 UA (103 milions de quilòmetres). Aquest pas pel periheli va augmentar el període orbital del cometa d'aproximadament 4500 anys a aproximadament 6800 anys.

## Trajectòria

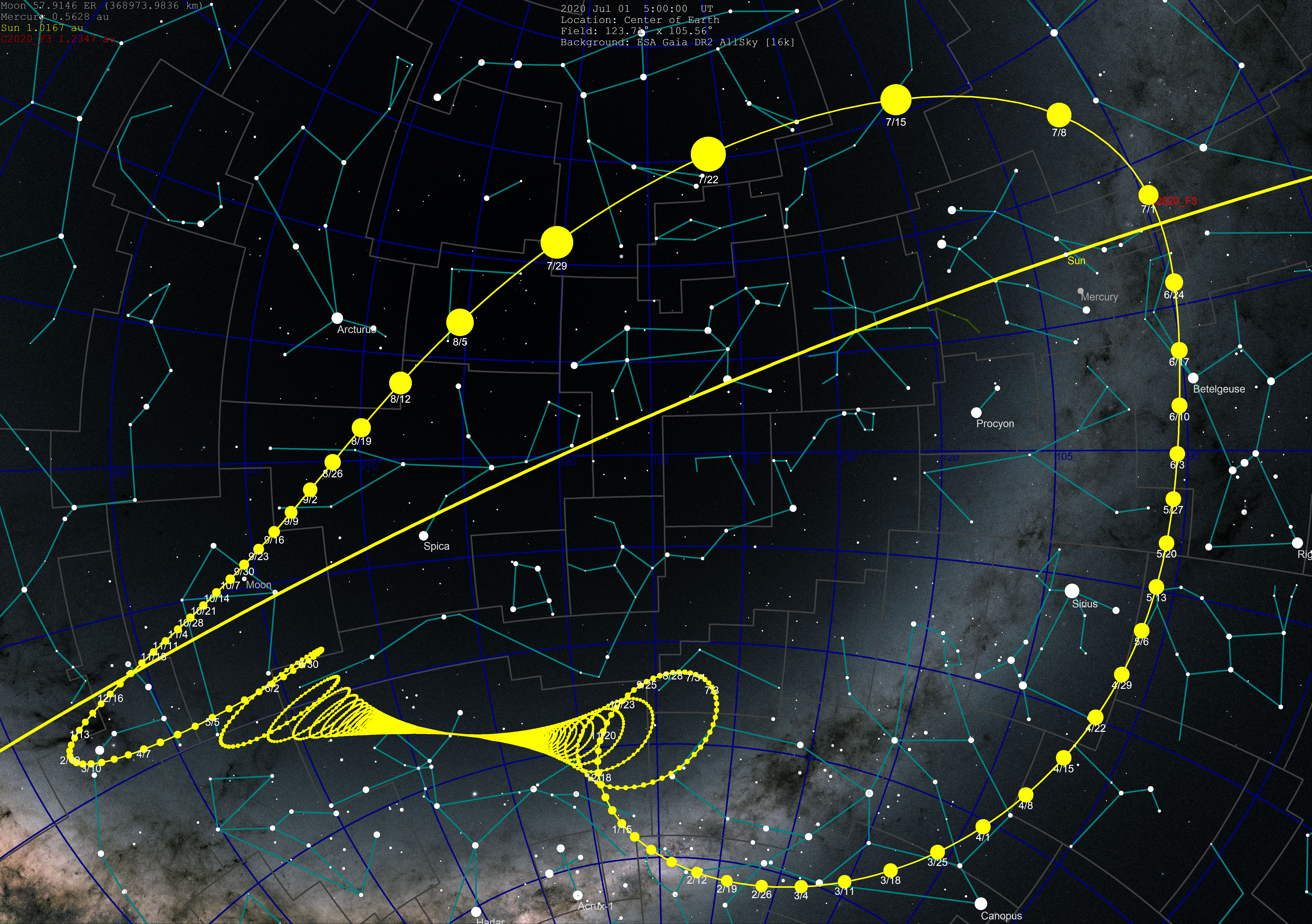
Posició del cometa al cel al llarg dels dies. Els bucles retrògrads són causats per la paralaxi del moviment anual de la Terra al voltant del Sol; el moviment més notable es produeix quan el cometa està més a prop de la Terra.

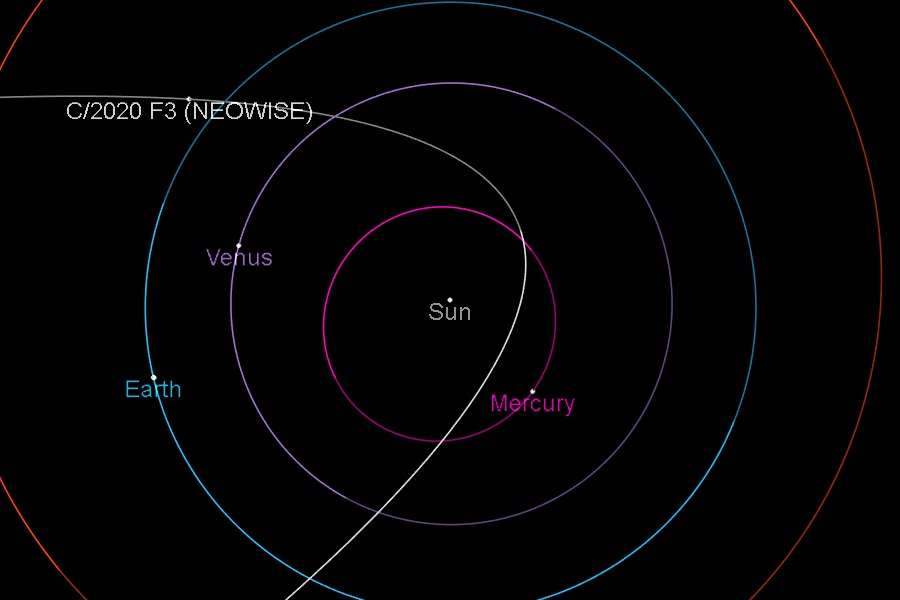
Trajectòria del cometa durant el seu periheli el 2020.

## Galeria

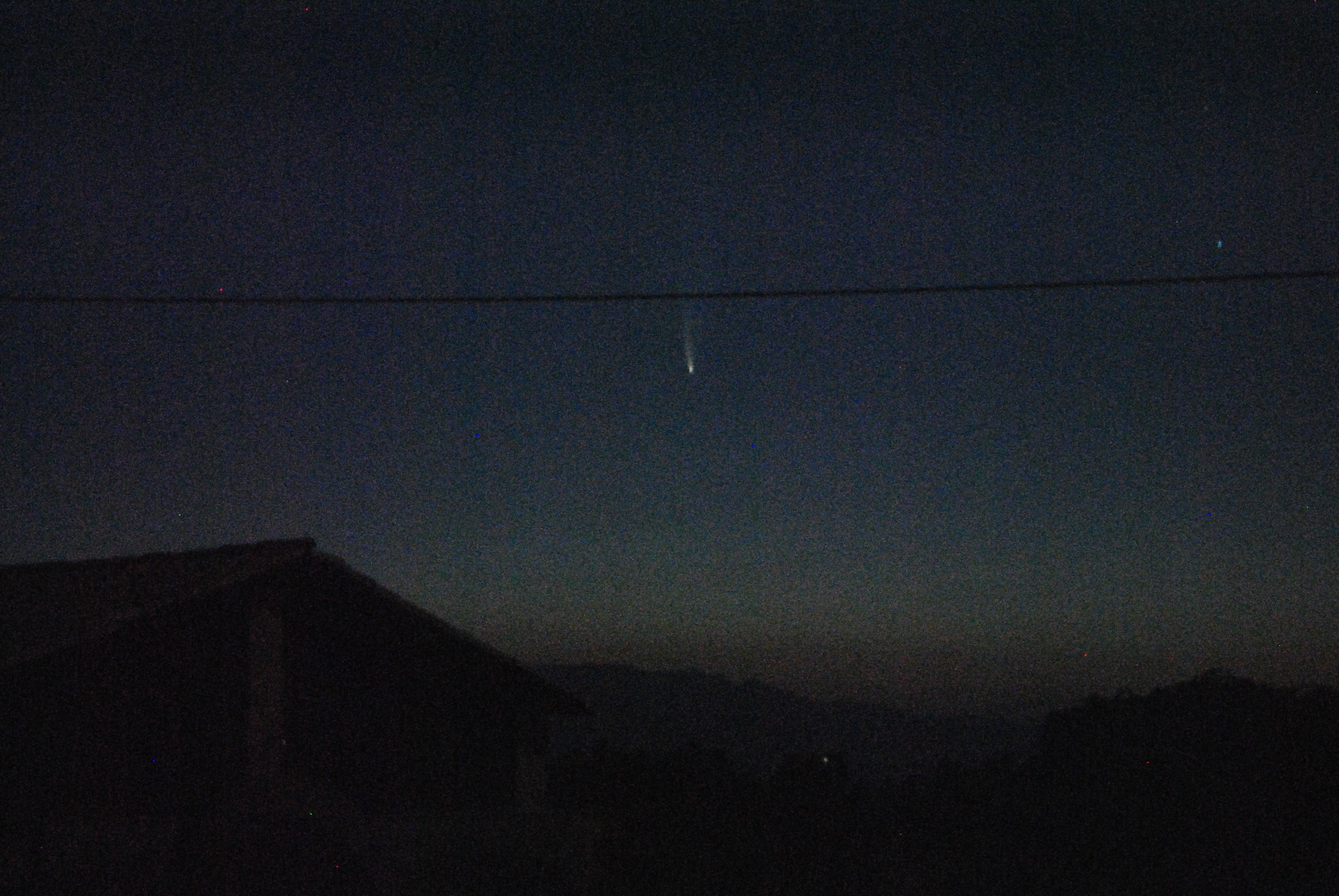
Cometa C/2020 F3 NEOWISE des del Solsonès l'11 de juliol de 2020
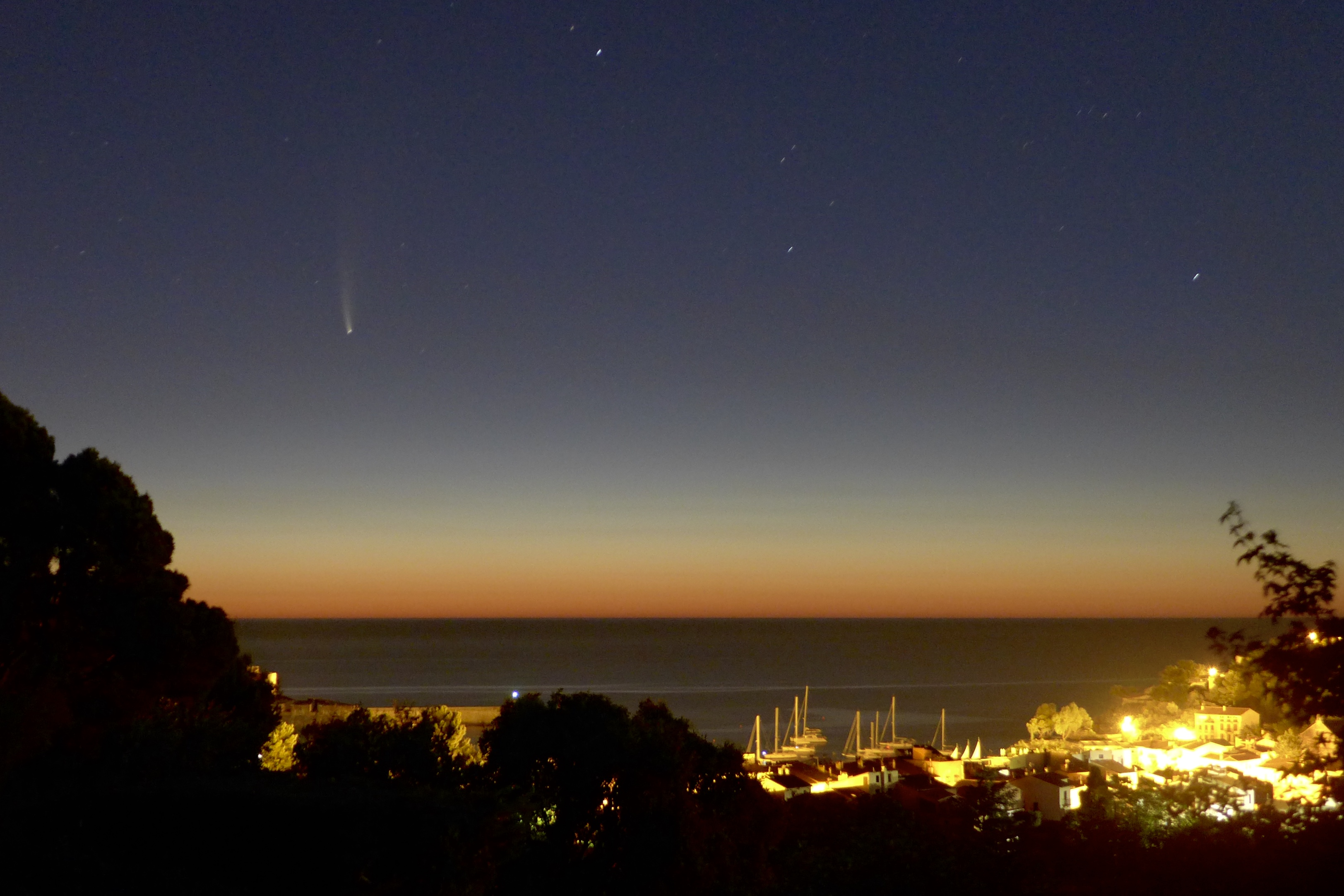
Cometa C/2020 F3 NEOWISE des de les altures de Cotlliure, França, a l'alba el 12 de juliol de 2020
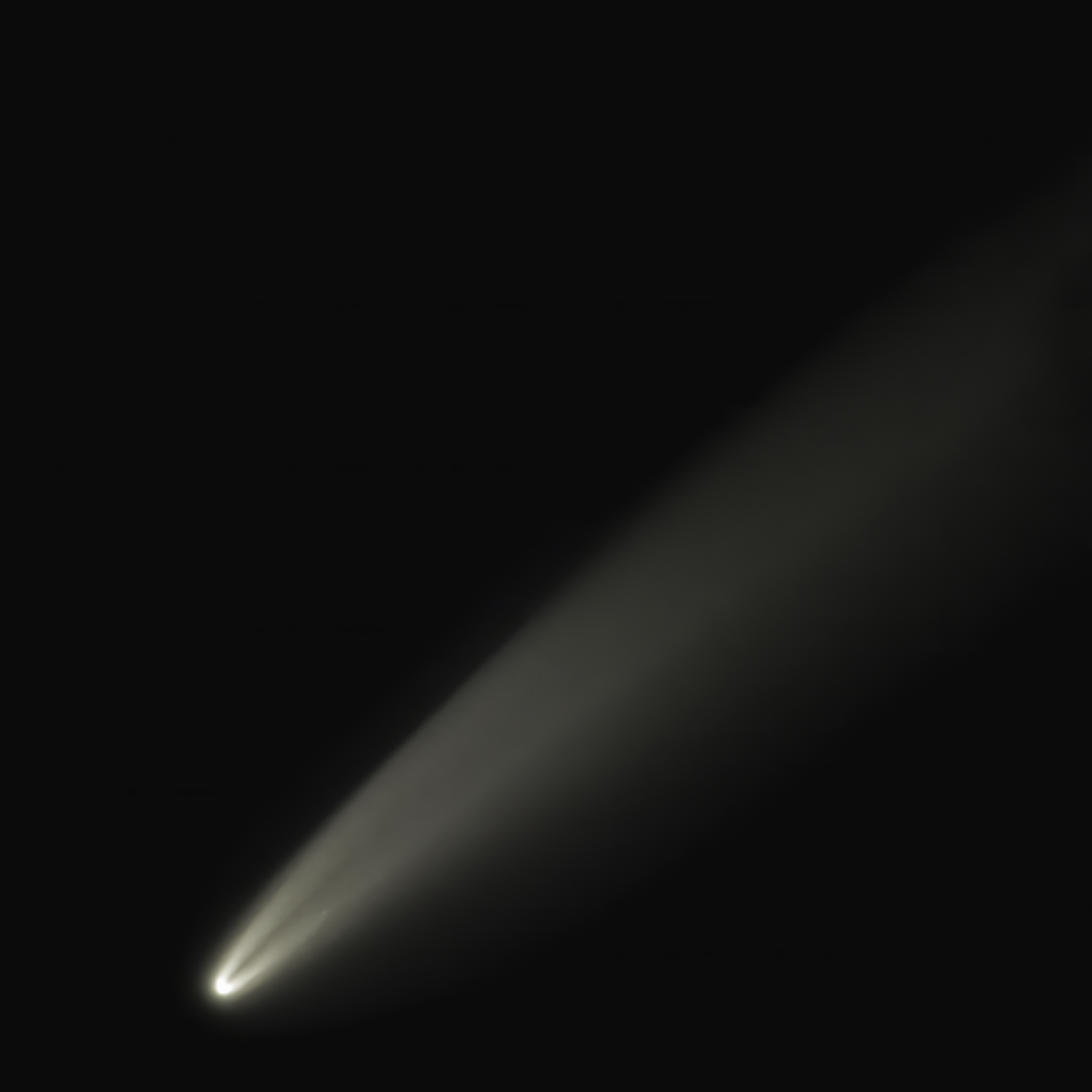
El cometa vist des de Florència
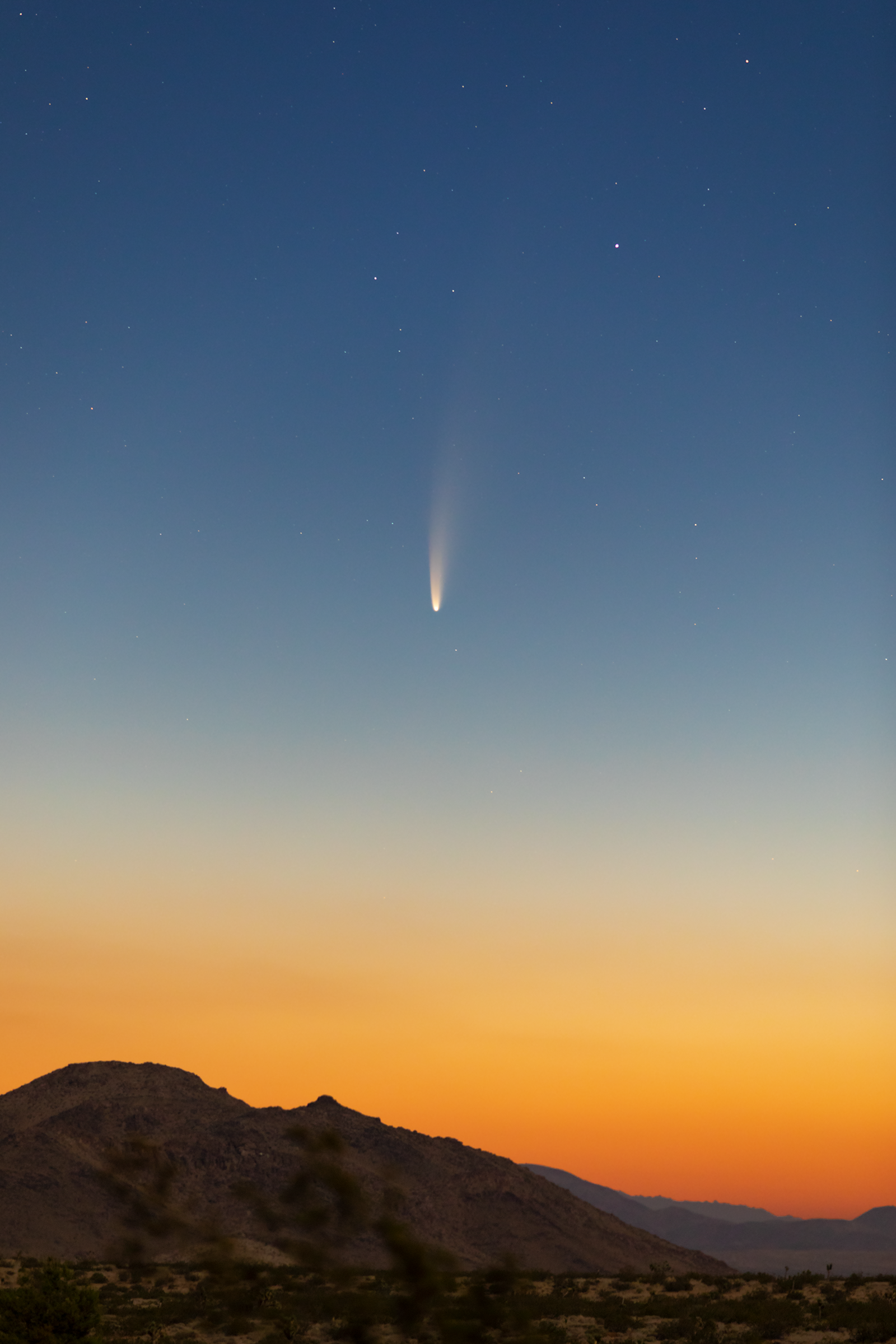
C/2020 F3 NEOWISE sobre el desert de Califòrnia